# Долина реки Лутосня
Долина реки Лутосня — особо охраняемый водный объект регионального (областного) значения, который включает природные водные экосистемы, имеющие особое природоохранное, научное, культурное, эстетическое и рекреационное значение, а также природные объекты, нуждающиеся в особой охране для сохранения их естественного состояния:
- долины реки Лутосни и её притоков — малых рек Субыч, Кимерша, Афанасовка;
- места произрастания и обитания редких видов растений, грибов, лишайников и животных, занесённых в Красную книгу Российской Федерации и в Красную книгу Московской области.

Местонахождение: Московская область, Дмитровский городской округ, городское поселение Яхрома, сельское поселение Большерогачёвское, сельское поселение Синьковское; городской округ Солнечногорск, сельское поселение Смирновское, городское поселение Солнечногорск; городской округ Клин. Особо охраняемый водный объект состоит из десяти участков, общая площадь которых — 7658,72 га.

## Участки
Участок 1 (площадь 556,20 га) — Дмитровский муниципальный район, сельское поселение Большерогачёвское, в 4 км к юго-западу от деревни Аревское, сельское поселение Синьковское, к западу и северо-западу от деревни Демьяново, городской округ Клин, в 0,4 км к югу от деревни Боблово; Солнечногорский муниципальный район, сельское поселение Смирновское, к северо-востоку от автодороги «Зубово-Тараканово», к востоку и северу от села Тараканово, к северо-востоку от деревни Дубровки. Включает фрагмент долины реки Лутосни в её среднем течении; квартал 35 Воронинского участкового лесничества Клинского лесничества; выделы 21, 22, 25—27 и наибольшие части выделов 17, 23, 24 квартала 11 Пантюхинского участкового лесничества Дмитровского лесничества; квартал 2, выделы 1, 2, 5 квартала 5 Сенежского участкового лесничества Клинского лесничества; выделы 8, 11—13, 15—17 и части выделов 9, 10 квартала 11 Клинского сельского участкового лесничества Клинского лесничества.
Участок 2 (площадь 410,39 га) — городской округ Клин, в 1,5 км к юго-востоку от деревни Селифоново; Солнечногорский муниципальный район, сельское поселение Смирновское, к юго-западу от автодороги «Зубово-Тараканово», к югу от деревни Дубровки, в 150 м к северу от деревни Починки. Включает выделы 5—27 квартала 38, квартал 42, выделы 19, 28, 32—34 квартала 37, выделы 10—16, 20—22 и части выделов 8, 9 квартала 41 Воронинского участкового лесничества Клинского лесничества; выделы 1—8 и часть выдела 9 квартала 1 Сенежского участкового лесничества Клинского лесничества.
Участок 3 (площадь 1621,95 га) — Дмитровский муниципальный район, сельское поселение Синьковское, в 0,8 км к северо-западу от деревни Матвейково; Солнечногорский муниципальный район, сельское поселение Смирновское, от деревни Тараканово на юго-восток, городское поселение Солнечногорск, в 200 м к северо-востоку от деревни Заовражье. Включает фрагмент долины реки Лутосни в её среднем течении и фрагмент долины реки Кимерши в её нижнем течении; квартал 53, выделы 26—28, 30, 32, 33, 40, 41 и части выделов 25, 29 квартала 20, выделы 4, 6—12, 14—25 и наибольшие части выделов 1, 2, 3, 5 квартала 29, выделы 1—19 и часть выдела 21 квартала 33, выделы 1—20, 22—24 и часть выдела 21 квартала 47, выделы 1—4 квартала 54 Пантюхинского участкового лесничества Дмитровского лесничества; выделы 3, 4, 6—9 и наибольшие части выделов 1, 2, 5 квартала 26, выделы 1—3, 8—10, 16—18, 21, 22 квартала 12, выделы 3, 4, 6—13 квартала 5 Сенежского участкового лесничества Клинского лесничества; выделы 21—23 квартала 3 Клинского сельского участкового лесничества Клинского лесничества; части выделов 4, 5 квартала 17 Дмитровского сельского участкового лесничества Дмитровского лесничества.
Участок 4 (площадь 149,00 га) — Солнечногорский муниципальный район, сельское поселение Смирновское, от деревни Гудино на восток, юг и юго-запад, городское поселение Солнечногорск, в 0,6 км к северу от деревни Захарьино. Включает левобережный фрагмент долины реки Лутосни в её среднем течении; квартал 24, выделы 1, 4, 5 и части выделов 2, 3, 6, 7 квартала 25 Сенежского участкового лесничества Клинского лесничества.
Участок 5 (площадь 741,55 га) — Дмитровский муниципальный район, сельское поселение Синьковское, от деревни Клусово на север, в 200 м к юго-востоку от деревни Киндяково. Включает отрезок долины реки Кимерши в её среднем течении; кварталы 31, 35—37, выделы 1—4, 8—15, 17 квартала 39, кварталы 40, 41, 43 Пантюхинского участкового лесничества Дмитровского лесничества.
Участок 6 (площадь 932,95 га) — Дмитровский муниципальный район, сельское поселение Синьковское, от деревни Матвейково на запад и юг, городское поселение Яхрома, от деревни Фёдоровка на запад; Солнечногорский муниципальный район, городское поселение Солнечногорск, от деревни Рыгино на восток. Включает отрезок долины реки Лутосни в её верхнем течении, фрагменты долин рек Субыч и Афанасовка в их нижнем течении; часть выдела 21 квартала 47, квартал 51, выделы 12—15 квартала 52, выделы 1, 11, 12 и наибольшую часть выдела 10 квартала 56 Пантюхинского участкового лесничества Дмитровского лесничества; выделы 8—27 и части выделов 5—7, 28 квартала 66, выделы 6—19 и части выделов 1, 2, 4 квартала 67 Сенежского участкового лесничества Клинского лесничества; выделы 1, 2, 20 квартала 31 Ольговского участкового лесничества Дмитровского лесничества; квартал 10, часть квартала 9 Мининского участкового лесничества Московского лесничества Минобороны России; выдел 82 квартала 3 Клинского сельского участкового лесничества Клинского лесничества; выделы 4, 6 и части выделов 3, 5, 7 квартала 18 Дмитровского сельского участкового лесничества Дмитровского лесничества.
Участок 7 (площадь 60,96 га) — Солнечногорский муниципальный район, городское поселение Солнечногорск, от СНТ «Рысь» на юго-восток, в 400 м к юго-востоку от деревни Рыгино. Включает части кварталов 8 и 9 Мининского участкового лесничества Московского лесничества Минобороны России; часть выдела 88 квартала 3 Клинского сельского участкового лесничества Клинского лесничества.
Участок 8 (площадь 2740,20 га) — Дмитровский муниципальный район, городское поселение Яхрома, от деревни Титово на юг и восток; Солнечногорский муниципальный район, городское поселение Солнечногорск, в 2,1 км к северо-западу от деревни Раково. Включает кварталы 29, 30, 34—36, 40 (частично), 41—44, 49 (частично), 50—55, 60 (частично), 61—70, 71 (частично), 72 (частично), 83, 86, 87, 90, 91 Мининского участкового лесничества Московского лесничества Минобороны России; выделы 3—8, 13 квартала 56 Пантюхинского участкового лесничества Дмитровского лесничества; выделы 4—13, 16, 18—19 и часть выдела 17 квартала 31, квартал 40, выделы 1—6, 8 и части выделов 7, 9 квартала 48 Ольговского участкового лесничества Дмитровского лесничества.
Участок 9 (площадь 438,29 га) — Дмитровский муниципальный район, городское поселение Яхрома, от деревни Ивлево на северо-запад, от села Подъячево на юг. Включает фрагмент долины Лутосни в её верхнем течении; кварталы 41, 42, выделы 1—4, 6, 10—15 и части выделов 5, 7 квартала 49, квартал 56, выдел 8 и части выделов 3, 5, 6, 9, 10, 12, 16 квартала 57 Ольговского участкового лесничества Дмитровского лесничества.
Участок 10 (площадь 7,23 га) — Дмитровский муниципальный район, городское поселение Яхрома, от деревни Ивлево на северо-запад, между СНТ «Ивлево» и СНТ «Маяк-М». Включает болото и торфяные карьеры в верховье реки Лутосни между СНТ «Ивлево» и СНТ «Маяк-М».

## Описание
Территория особо охраняемого водного объекта «Долина р. Лутосня» располагается в пределах Московской физико-географической провинции. Долина реки Лутосни, относящейся к бассейну реки Волги, закладывается в районе южных склонов Московской возвышенности и, протекая на северо-запад, прорезает центральную часть Клинско-Дмитровкой гряды. Территория особо охраняемого водного объекта включает долину реки Лутосни в её верхнем и среднем течении, а также долины её притоков — рек Субыч, Кимерши, Афанасовки — и прилегающие участки возвышенных моренных и моренно-водно-ледниковых равнин. Кровля дочетвертичного фундамента местности представлена преимущественно меловыми отложениями — песками, алевритами и глинами, в долине Лутосни — юрскими глинами и песками. Абсолютные высоты территории изменяются от до 141 м над у.м. (на участке 1) до 282 м над уровнем моря (на участке 8).
Долина реки Лутосни в её верхнем и среднем течении залегает в окружении грядово-холмистых и волнистых моренных и моренно-водно-ледниковых равнин Клинско-Дмитровской гряды. Занимающие наиболее возвышенное положение поверхности моренных равнин сложены красно-бурой суглинистой московской мореной, перекрытой слоем покровных суглинков. Плосковершинные холмы достигают высот 10—15 м, местами выражены озы и камы. Располагающиеся ярусом ниже моренно-водно-ледниковые равнины сложены водно-ледниковыми суглинистыми и песчаными отложениями на морене.
Долина Лутосни имеет, как правило, трапецеидальный асимметричный профиль, реже — неясно выраженный. Местами представлены поверхности первой и второй надпойменных террас, сложенные древнеаллювиальными супесчаными, песчаными и суглинистыми отложениями. Широкие пойменные поверхности сложены аллювиальными песками и суглинками.
Участок 1 особо охраняемого водного объекта включает отрезок долины Лутосни в её среднем течении с участками надпойменных террас, а также прилегающие склоны холмистых междуречных равнин. Абсолютные высоты в границах участка изменяются от 141 м над уровнем моря (урез воды реки Лутосни на западной границе участка) до 185 м над уровнем моря (на склоне холмистой равнины на правобережье Лутосни).
Долина Лутосни включает пологонаклонные и пологоволнистые поверхности первой и второй надпойменных террас, площадки которых сформировались соответственно на высотах от 6—9 м до 14—17 м (местами 20—22 м) над руслом реки. На западе участка 1 образовались широкие площадки надпойменных террас с пологими уступами (5—7 градусов). В восточной части территории встречаются более крутые уступы террас — до 15—20 градусов. Поверхности террас сложены суглинистыми, супесчаными, песчаными (тонкозернистыми) отложениями древнеаллювиального генезиса. Пойма реки сформировалась на высотах 1—2,5 м над руслом. Пойменные поверхности — плоские, пологоволнистые, пологонаклонные. Местами отмечаются возвышения, прирусловые валы (высотой до 3,5 м над руслом), встречаются старичные понижения. Поверхности поймы сложены аллювиальными суглинистыми (в том числе пылеватыми) и песчаными (в том числе тонкозернистыми) отложениями.
Русло реки Лутосни — извилистое и меандрирующее. Ширина русла реки — 3—6 м. Глубина — 0,5—1 м. Дно — суглинистое, песчаное, илисто-песчаное. Скорость течения — 0,1—0,2 м/с.
Участок 2 включает холмистую моренную равнину и левобережные фрагменты надпойменных террас Лутосни, прорезаемые долиной безымянного ручья — левого отрога долины Лутосни. Абсолютные высоты территории изменяются от 146 м над уровнем моря (в днище долины ручья) до 231 м над уровнем моря (на вершине холма). Наиболее возвышенное положение в пределах участка занимает моренный холм высотой 15 м, вытянутый с юга на север на 1,4 км. Поверхности холмистой моренной равнины, имеющие уклоны 2—5 градусов, сложены пористыми безвалунными покровными суглинками на морене. Моренная равнина прорезается долиной ручья (протяжённостью около 2,5 км в границах участка) и её отрогами. Ширина долины ручья в её нижнем течении достигает 100—120 м. Отроги в их верхних частях выражены по типу оврагов шириной 10—20 м, глубиной 2—3 м, крутизна бортов оврагов — 2—5 градусов. Пологонаклонные и субгоризонтальные поверхности надпойменных террас сложены древнеаллювиальными супесями, песками и суглинками.
Участок 3 включает фрагмент долины Лутосни с участками надпойменных террас, отрезок долины реки Кимерши (правый приток Лутосни) в её нижнем течении, а также прилегающие междуречные равнины. Абсолютные высоты территории изменяются от 145,5 м над уровнем моря (урез воды реки Лутосни на северо-западной границе участка) до 201 м над уровнем моря (вершина холма в северо-восточной части участка).
Широко открытая долина реки Лутосни в этой части имеет, как правило, пологие склоны (5—10 градусов). Долина включает участки надпойменных террас, протянувшихся вдоль реки или выраженных в виде останцов на пойме. Поверхности первой и второй надпойменных террас (крутизной 1—5 градусов) сложены древнеаллювиальными отложениями и выражены на высотах от 5—8 м (первая надпойменная терраса) до 12—15 м (вторая надпойменная терраса). Ширина террасных площадок достигает 70—150 м и более. Уступы террас, как правило, имеют плавные бровки и представлены пологонаклонными поверхностями. Пойма реки имеет ширину 200—500 м, местами — до 1 км. Высота поймы — 1—2,5 м над руслом. Пойменные поверхности сложены суглинистым и песчаным аллювием. На склонах и в тыловых частях надпойменных террас и поймы часто вскрываются родники и сочения.
Практически на всем протяжении долины Лутосни на пойме реки в пределах участка 3 образованы комплексы антропогенных форм рельефа, связанных с добычей полезных ископаемых — торфа, перегноя, гумуса аллювиальных почв и прочих плодородных грунтов. В результате добычи образованы серии обводнённых карьеров, ямы, копани, плоские площадки с изъятым почвенно-растительным покровом, мелиоративные каналы. Глубина образованных отрицательных форм рельефа достигает 1—2,5 м. Длина карьерных водоёмов — до 200—300 м, ширина — до 130 м. Глубина водоёмов, как правило, незначительна — 0,1—0,2 м. В южной части участка на широкой правобережной пойме Лутосни создана система мелиоративных каналов. Ширина водотоков достигает 3—10 м.
В долине Кимерши в её нижнем течении также образована серия обводнённых торфяных карьеров, гидрологически связанных с руслом реки. Длина самого крупного водоёма — 180 м, ширина — до 50 м, глубина — не более 0,5 м.
Русло Лутосни имеет на участке ширину 4—5 м, глубину — 0,6—0,8 м. Скорость течения — 0,1—0,15 м/с.
Участок 4 особо охраняемого водного объекта включает склоны грядово-холмистой моренной равнины и левобережный фрагмент долины Лутосни в её среднем течении. Абсолютные высоты территории изменяются от 153 м над уровнем моря до 203 м над уровнем моря. Широкая пойма Лутосни имеет высоту 2 м над руслом реки. На пойме встречаются останцы первой надпойменной террасы (7 м над руслом). Западная и центральная части участка включают соответственно междуречную равнину и левый склон долины, прорезаемые долиной ручья с отрогами. Восточная оконечность территории осложнена торфяными карьерами, образованными на заболоченных притеррасных участках.
Участок 5 включает долину реки Кимерши с отрогами и прилегающими по большей части левобережными грядово-холмистыми моренными и волнистыми моренно-водно-ледниковыми равнинами. Абсолютные высоты территории участка изменяются от 159 м над уровнем моря (урез воды в реке Кимерше на южной границе территории) до 234 м над уровнем моря (на привершинной поверхности гряды на северо-востоке территории).
Поверхности грядово-холмистой равнины сложены, как правило, пористыми покровными и делювиальными суглинками на морене. Склоны холмов имеют крутизну 5—7 градусов, крутизна привершинных поверхностей — 2—4 градуса.
Долина реки Кимерши слабовыраженная (в нижнем течении) или трапецеидальная (в среднем течении), имеет ширину около 300—500 м. Пологие склоны широко открытых участков долины имеют крутизну 3—8 градусов, на участках с трапецеидальной формой профиля крутизна бортов достигает 20—30 градусов. Высота крутых участков бортов — до 10 м. Ширина поймы Кимерши — 100—150 м, высота поймы над руслом — 1—1,2 м. Поверхности поймы сложены песчаным или суглинистым аллювием. Извилистое и меандрирующее русло Кимерши имеет ширину 1,5—2,5 м, глубину — до 0,4 м. Дно реки — песчаное, илисто-песчаное, местами с глыбами и валунами.
Отроги долины, выраженные по типу рытвин, ложбин, оврагов и балок, прорезают её борта и прилегающие междуречные равнины. Глубины эрозионных форм — 2—3 м и более, ширина — 20—30 м и более, средняя крутизна бортов овражно-балочных форм — 15—20 градусов.
Участок 6 включает фрагмент долины Лутосни в верхнем течении, участки долин Субыча и Афанасовки в их нижних течениях, долину безымянного ручья, протекающего в районе деревни Зеленино, и прилегающие участки моренных равнин. Абсолютные высоты территории — от 158 м над уровнем моря (урез воды реки Лутосни) до 240 м над уровнем моря (вершина холма в западной оконечности территории).
Долина безымянного ручья, левого отрога Лутосни, протянувшегося по западной оконечности территории, имеет ширину около 200 м. Борта долины в нижнем течении имеют высоту до 5—6 м, крутизну — 8—15 градусов (местами до 20 градусов). Ширина днища долины — 100 м.
Русло ручья имеет ширину 2 м, глубину — 0,3 м. Дно ручья — песчаное (местами с щебнем). Скорость течения — 0,2 м/с. Ручей принимает подток холодных родниковых вод, в результате чего температура воды водотока сохраняется невысокой (около 9 °C) даже в летний период.
Участок 7 особо охраняемого водного объекта включает фрагмент долины ручья, протекающего в районе деревни Зеленино, в его верховьях с прилегающими участками междуречных равнин. Абсолютные высоты территории — 197—252 м над уровнем моря.
Участок 8 особо охраняемого водного объекта включает долины левых притоков Лутосни — рек Субыч и Афанасовка с отрогами и окружающими грядово-холмистыми моренными равнинами. Абсолютные высоты территории изменяются от 195 м над уровнем моря (отметка уреза воды в реке Субыч в северной оконечности участка) до 282 м над уровнем моря (на вершине холма в юго-западной оконечности участка). Вытянутые и овальные холмы имеют высоты 5—10 м и протяжённость до 1,5 км. Поверхности холмов сложены суглинистой московской мореной, перекрытой покровными и делювиальными (на склонах) суглинками. Уклоны холмистых равнин — 3—6 градусов. Долины рек Субыч и Афанасовка врезаны в окружающие равнины на 15—25 м. Ширина долины Субыча — около 300—400 м. Склоны долины реки Субыч в её среднем течении имеют крутизну 15—25 градусов (местами от 10 градусов до 35 градусов). Кое-где на склонах отмечаются осыпные стенки. Пойма реки, сложенная песчаным аллювием, выражена на высотах 0,7—1,5 м над руслом. Долина реки Афанасовки имеет ширину около 250 м. Склоны долины имеют крутизну 15—35 градусов. Пойма имеет ширину около 100 м.
Долины Субыча и Афанасовки принимают многочисленные отроги по типу овражно-балочных форм. Ширина отрогов — до 70—100 м. Склоны оврагов и балок имеют высоту до 7—8 м и более, крутизну — 15—35 градусов.
Протяжённость реки Субыч в границах особо охраняемого водного объекта составляет около 8 км, реки Афанасовки — около 4 км. Русло реки Субыч в среднем течении имеет ширину 3—4 м, глубину — 0,2—0,3 м. Скорость течения в реке — 0,1 м/с. Дно водотока — песчано-глинистое, каменисто-песчаное. По дну реки отложено большое количество обломочного материала (галька, щебень, валуны, глыбы). Диаметр валунов — до 1 м.
Участок 9 особо охраняемого водного объекта включает фрагмент долины Лутосни в её верхнем течении и прилегающие участки холмистой моренной равнины. Абсолютные высоты территории участка — 182—226 м над уровнем моря. Наиболее возвышенное положение занимают фрагменты холмов высотой до 10—15 м, вытянутых субширотно в северо-восточной части участка. Протяжённость таких холмов достигает 1,5 км. Долина Лутосни принимает в границах участка ряд отрогов, длина которых не превышает, как правило, 0,5 км. Наиболее крупный (правый) отрог длиной 1,5 км в границах особо охраняемого водного объекта образовался в пределах сформировавшейся здесь «сквозной долины», соединяющей долины Лутосни и Волгуши — другой малой реки центральной части Клинско-Дмитровской гряды. В южной части участка русло Лутосни врезано в неясно выраженную долину реки. Ширина русла — 1—1,5 м, глубина — 0,1—0,15 м. Течение практически отсутствует (0,01 м/с). Дно водотока сложено песчаными и суглинистыми отложениями с дресвой.

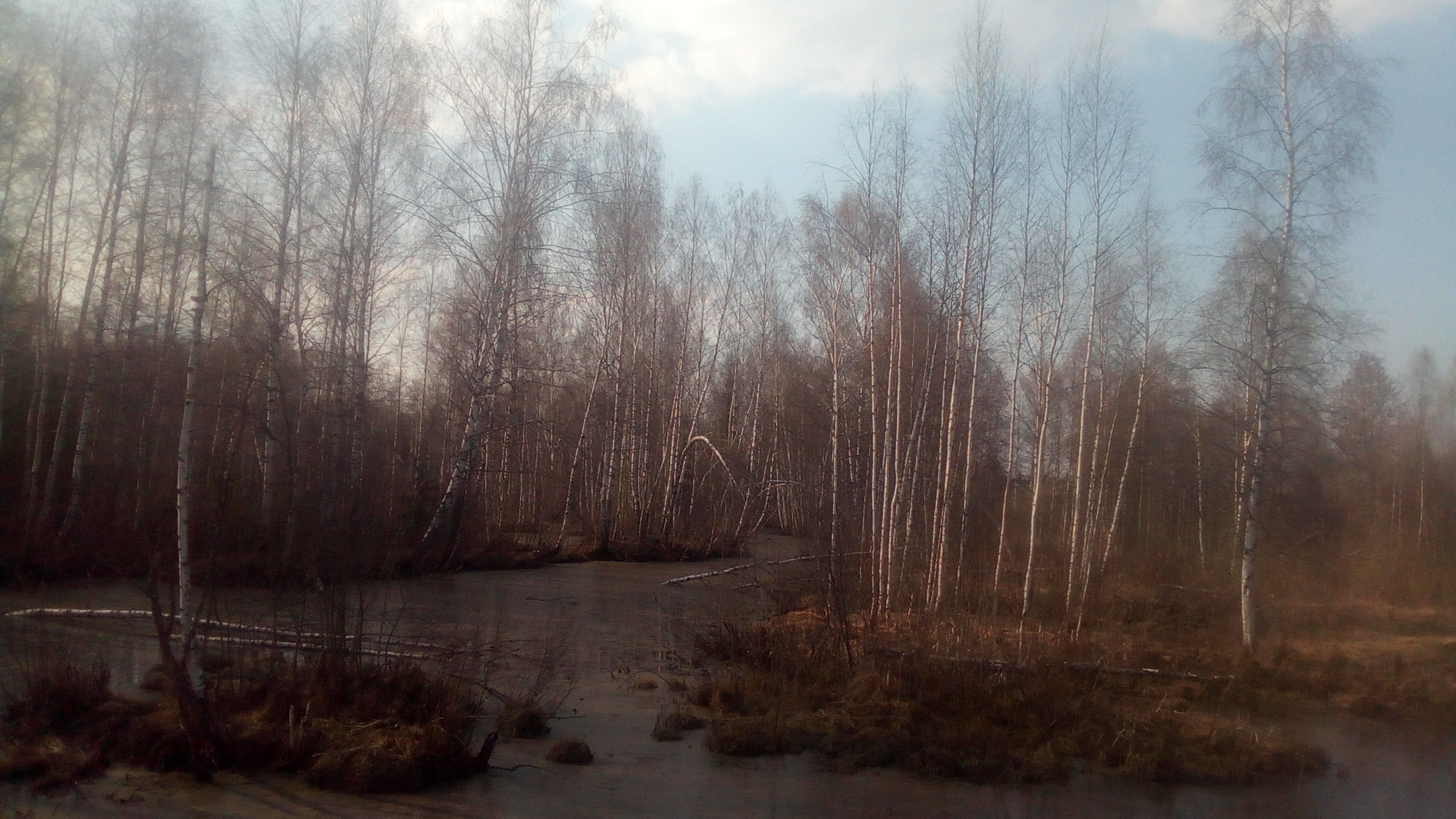
Исток Лутосни

Участок 10 особо охраняемого водного объекта включает исток Лутосни (абсолютная отметка истока — 202 м над уровнем моря). Абсолютные высоты территории участка составляют 200—203 м над уровнем моря. Река берёт начало в окрестностях деревни Ивлево городского поселения Яхрома Дмитровского района в заболоченном межхолмовом понижении, преобразованном обводненными торфяными карьерами. Протяжённость наиболее крупного карьера серпообразной формы — 250 м, ширина — 30 м. Длина других крупных карьеров составляет 100—150 м, ширина — 10—30 м. Из болота вытекает несколько канализированных водотоков шириной 3—5 м.
Почвенный покров моренных равнин территории особо охраняемого водного объекта представлен дерново-подзолистыми почвами на возвышениях и дерново-подзолистыми глеевыми почвами по понижениям с замедленным дренажем. Под широколиственными породами местами встречаются серые и серые глеевые почвы. На участках террас, сложенных лёгкими супесчаными и песчаными отложениями, образовались дерново-подзолы и дерново-подзолы глеевые. На участках террас, где ранее производилась распашка, сформировались агродерново-подзолы. На основных пойменных поверхностях рек территории встречаются аллювиальные светлогумусовые почвы, на заболоченных участках пойм — аллювиальные перегнойно-глеевые, аллювиальные гумусово-глеевые и аллювиальные торфяно-глеевые почвы. На распахивавшихся пойменных равнинах Лутосни — агросветлогумусовые аллювиальные почвы. По днищам эрозионных форм встречаются перегнойно-глеевые и гумусово-глеевые почвы. На болотах — преимущественно торфяные эутрофные почвы.

### Флора и растительность
На территории особо охраняемого водного объекта представлены еловые субнеморальные, хвойно-широколиственные леса и их производные елово-мелколиственные и берёзово-осиновые с дубом, клёном, липой и вязом кислично-папоротниково-широкотравные на привершинных поверхностях и склонах междуречных равнин, пойменные ольхово-еловые папоротниково-влажнотравные и сероольховые с черёмухой, ивами и хмелем крапивно-таволговые, низинные болота разного типа, низинные, суходольные и пойменные луга. Незначительную площадь в долине реки Лутосни занимают низинные болота, часто они встречаются в западинах среди залежных лугов или в старичных понижениях среди пойменных лугов. По всей территории встречаются также пойменные ивняки, залежные луга. Изредка попадаются зарастающие торфяные карьеры, заболоченные мелколесья, вырубки и лесокультуры ели и сосны.
На участке 1 в окрестностях деревни Дубровки распространены сложные еловые, елово-осиновые и елово-берёзово-осиновые лещиновые леса с подростом и участием в древостое широколиственных пород: клёна платановидного, липы, вяза гладкого и дуба кислично-широкотравно-папоротниковые. Диаметры стволов липы достигают 35—47 см, вязов — до 50 см, дуба — 35—40 см, елей и берёз — 50 см. Обилен подрост ели и рябины, некоторые старые рябины имеют диаметр стволов до 12—15 см. Местами есть подрост черёмухи и ольхи серой. Кроме лещины обильна жимолость лесная, редко встречается смородина колосистая, крушина ломкая, калина, а в травяном ярусе участвуют щитовники мужской, картузианский и распростёртый, кочедыжник женский, кислица обыкновенная, зеленчук жёлтый, живучка ползучая, костяника, копытень европейский, сныть обыкновенная, звездчатки дубравная и жестколистная, бор развесистый, изредка растёт двулепестник альпийский, вороний глаз четырёхлистный, фегоптерис связывающий, земляника мускусная (редкий и уязвимый вид, не включённый в Красную книгу Московской области, но нуждающийся на её территории в регулярном контроле и наблюдении). В напочвенном покрове часто обильны нежные дубравные мхи из рода плагиомниум. В елово-осиновом кисличном лесу встречается редкий гриб — гиропорус синеющий, занесённый в Красную книгу Московской области.
Участки еловых лесов с ольхой серой кислично-хвощево-широкотравных с рябиной и подростом черёмухи встречаются изредка среди ельников кислично-широкотравно-папоротниковых или по окраинам лесных болот. В этих лесах сочетаются виды таёжных (черника, кислица обыкновенная, майник двулистный, седмичник европейский, ожика волосистая, вейник тростниковидный), широколиственных лесов (копытень европейский, звездчатка жестколистная, зеленчук жёлтый, сныть обыкновенная) и влажнотравья (хвощи луговой и лесной, щучка дернистая).
Влажнотравные и влажнотравно-крапивные сероольшаники тянутся по долинам рек и ручьёв. В них часто встречаются хмель, смородина чёрная и малина. Травяной ярус образован крапивой двудомной, таволгой вязолистной, ясноткой крапчатой, будрой плющевидной, звездчаткой дубравной, кочедыжником женским, чистецом лесным, гравилатом речным, недотрогой обыкновенной, купырём, хвощом лесным или луговым, изредка встречаются пырейник собачий, василистник водосборолистный, дрёма двудомная, норичник шишковатый.
Суходольные луга приурочены к склонам террас южной экспозиции между группами берёз. В травяном покрове склоновых лугов участвуют злаки (овсяница красная, мятлик узколистный, тимофеевка луговая, трясунка средняя, овсяница луговая), разнотравье (подмаренник мягкий, василёк луговой, короставник полевой, поповник, зверобой, черноголовка обыкновенная), бобовые (горошек мышиный, клевер луговой, чина луговая) и осоки (мохнатая и соседняя).
На лугах высокой поймы реки Лутосни отмечены разнотравно-безостокострецовые и двукисточниковые сообщества с купырём лесным, бутенем Прескотта, ежой сборной, пыреем ползучим, геранью луговой, подмаренником мягким, крестовником приречным, в понижениях — с таволгой вязолистной, осокой острой, камышом лесным, вербейником обыкновенным и подмаренником приручейным.
По долинам Лутосни и её притоков, окраинам низинных и старичных болот представлены пойменные ивняки крапивно-таволговые и таволгово-двукисточниковые с древесными и кустарниковыми ивами, черёмухой и хмелем влажнотравные. Изредка в них можно встретить вяз гладкий.
Участок 2 отличается широким распространением на междуречных равнинах смешанных хвойно-широколиственных лесов с елью, берёзой, осиной, дубом, клёном, липой и вязом лещиновых кислично-широкотравно-папоротниковых. В елово-берёзовых и берёзово-еловых старовозрастных лесах у деревни Бородино во втором древесном ярусе участвуют клён платановидный, вяз голый и липа. В понижениях к ним примешиваются ольха серая, подрост черёмухи и рябины. Местами подроста липы и клёна довольно много. Кроме лещины обычна жимолость лесная. В травяном покрове обильны кислица обыкновенная, папоротники и дубравное широкотравье, особенно зеленчук жёлтый. Нередко встречаются коротконожка лесная, бор развесистый, осока лесная, звездчатка дубравная, мицелис стенной, овсяница высокая и сныть. В таких лесах на участке произрастает многорядник Брауна, занесённый в Красную книгу Московской области.
Встречаются также старовозрастные (диаметр стволов до 50 см) еловые леса с участием берёзы и осины, реже — липы и клёна (диаметр стволов у обоих до 35—40 см), лещиновые кислично-зеленчуково-папоротниковые с широкотравьем: бором, снытью, осокой лесной, кислицей, звездчаткой дубравной, двулепестником альпийским, копытнем, волчеягодником обыкновенным (редкий и уязвимый вид, не включённый в Красную книгу Московской области, но нуждающийся на её территории в регулярном контроле и наблюдении).
По оврагам и балкам в еловых лесах с осиной, берёзой, липой и клёном кроме перечисленных видов растут также щитовник распростёртый, недотрога обыкновенная, василистник водосборолистный, воронец колосистый. На старых осинах (диаметр стволов до 50 см), растущих на склонах балок, встречается редкий, охраняемый в области вид — некера перистая. На упавших стволах, покрытых зелёными мхами, изредка встречаются лишайники рода пельтигера.
По сыроватым прогалинам в смешанных лесах встречаются кочедыжник женский, щучка дернистая, таволга вязолистная, подрост ольхи серой и группы ив пепельных, а на заболоченных участках обилен камыш лесной, ситник развесистый, таволга вязолистная, осока пузырчатая, сабельник болотный, местами — недотрога обыкновенная, фиалка болотная. По краю таких прогалин растут берёзы, ива козья, ольха серая, единичные сосны.
Редко по краю заболоченных прогалин на небогатых супесчаных почвах встречаются берёзово-еловые кислично-зеленомошные сообщества с пятнами сфагновых и долгих мхов, черникой, плауном годичным, ожикой волосистой, майником двулистным. Такие «таёжные» участки соседствуют с лесами на достаточно богатых почвах, в которых, как и на остальной территории, кроме ели произрастают берёзы и осины, клён, вяз, липа и дуб, при этом диаметр стволов старых вязов, осин и елей достигает 50—60 см.
На склонах междуречных равнин и террас встречаются суходольные разнотравно-злаковые луга, в том числе сеяные с ежей сборной, кострецом безостым, тимофеевкой луговой, овсяницей луговой, васильком луговым, нивяником, подмаренником мягким, клевером гибридным, зверобоем продырявленным, горошком мышиным.
Участок 3 довольно разнообразен по набору растительных сообществ разного типа.
Условно-коренные елово-широколиственные леса сохранились в виде небольших участков на междуречных равнинах. Чаще встречаются старовозрастные осиново-берёзовые и берёзово-осиновые с участием дуба и клёна, местами липы лещиновые широкотравные леса, представляющие собой короткопроизводные сообщества на месте еловых лесов с широколиственными породами. В травяном покрове доминирует дубравное широкотравье: сныть (обильна), копытень европейский, пролесник многолетний, зеленчук жёлтый (обилен), звездчатка дубравная и жестколистная (местами обильны), чина весенняя, гравилат городской. Широко распространены папоротники — щитовник мужской и кочедыжник женский, а на сыроватых участках обилен хвощ лесной и скерда болотная.
На повышенных участках междуречных равнин изредка представлены субнеморальные берёзово-еловые старовозрастные лещиновые с подростом рябины, клёна, ели папоротниково-широкотравные с щитовниками распростёртым и мужским, живучкой ползучей, копытнем европейским, хвощом луговым, лютиком кашубским, волчеягодником обыкновенным, кислицей, пролесником многолетним, дремликом широколистным (редкий и уязвимый вид, не включённый в Красную книгу Московской области, но нуждающийся на её территории в регулярном контроле и наблюдении), купеной многоцветковой, снытью, костяникой, осокой волосистой, пальчатой и лесной, борцом высоким, или северным.
Местами среди таких лесов есть участки осиново-берёзовых с елью и елово-липовых с клёном, вязом и осиной хвощево-широкотравных лещиновых с жимолостью, бересклетом, папоротниками, фиалкой удивительной, чиной весенней, борцом северным, осокой пальчатой, кислицей, звездчаткой жёстколистной.
В балках и оврагах в елово-берёзовых и берёзово-еловых лесах обильны папоротники, осока лесная, недотрога мелкоцветковая, чистец лесной, звездчатка дубравная, зеленчук и подрост черёмухи.
Широко распространены мелколесья с берёзой, осиной, ивой козьей и кустарниковыми ивами — пепельной и трёхтычинковой. В травяном покрове мелколесий участвуют лугово-лесные и луговые виды: купырь лесной, ежа сборная, осока мохнатая (опушённая), щучка дернистая, овсяница луговая, сивец луговой, лапчатка прямостоячая. Местами в березняках с подростом ели обилен хвощ лесной и папоротники. Под группами молодых деревьев иногда встречается грушанка круглолистная, а по прогалинам — любка двулистная, колокольчик персиколистный (редкие и уязвимые виды, не включённые в Красную книгу Московской области, но нуждающиеся на территории области в регулярном контроле и наблюдении), осока бледноватая, сивец луговой.
Встречаются также сероольшаники с черёмухой широкотравно-папоротниковые и влажнотравно-широкотравные с ясноткой крапчатой, гравилатом речным, звездчаткой дубравной и крапивой.
Свежие вырубки имеются к юго-востоку от деревни Тараканово. Нередко встречаются лесокультуры ели, реже ели и сосны разного возраста.
По широким просекам вдоль линий электропередачи к востоку от деревни Головино развиты разнотравно-кострецовые и разнотравно-вейниковые луга, местами сырые и заболоченные с таволгой вязолистной.
На обширных залежных лугах участка доминируют злаки — овсяница луговая, тимофеевка луговая, полевица обыкновенная, пырей ползучий, кострец безостый, местами — вейник наземный. Встречаются поповник, тысячелистник обыкновенный, одуванчик, горошек мышиный, василёк луговой.
Низинные луга развиты по окраинам болот и в старичных понижениях. Доминантами низинных лугов обычно выступают щучка дернистая, таволга вязолистная, осока мохнатая, лисохвост луговой, часто встречаются герань болотная, купырь лесной, горицвет кукушкин, колокольчик раскидистый, подмаренник топяной, лапчатка прямостоячая, овсяница красная, горошек мышиный, сивец луговой, ожика бледноватая, щавель кислый, черноголовка обыкновенная, манжетка, осоки бледноватая и соседняя, лютик едкий, зверобой пятнистый. Изредка на низинных лугах встречаются горец змеиный, бодяк болотный, купальница европейская. На границе болот и низинных лугов нередок пальчатокоренник мясо-красный (последние два вида — редкие и уязвимые виды, не включённые в Красную книгу Московской области, нуждающиеся на её территории в регулярном контроле и наблюдении).
Болота в основном представлены осоковыми, рогозовыми, хвощёвыми, влажнотравно-таволговыми, тростниковыми и камышовыми. По окраинам болот часто тянутся полосы ивняка с ивами пепельной и трёхтычинковой. Наиболее часто на низинных болотах обильны осоки острая и пузырчатая, хвощ речной, рогоз широколистный, камыш лесной, таволга вязолистная. Содоминантами выступают вербейник обыкновенный, дербенник иволистный, сабельник болотный, вейник сероватый, единично или группами встречаются различные ситники: развесистый, членистый, нитевидный и тощий, а также осоки лисья и сероватая, двукисточник тростниковидный, шлемник обыкновенный, тиселинум болотный.
На месте заброшенных торфяных карьеров образовались мелкие пруды, окружённые кустарниковыми ивами и болотными растениями. Группами растут рогоз широколиственный, двукисточник тростниковидный, вербейник обыкновенный, вейник сероватый, камыш лесной, зюзник европейский, незабудка болотная, осоки (острая, пузырчатая, мохнатая, лисья и заячья). В водоёмах и по их берегам встречаются ряска трёхдольная и малая, пузырчатка обыкновенная, водокрас лягушачий, частуха подорожниковая, ситняг болотный, болотник болотный, манник плавающий, хвощ речной и рдест волосовидный.
Крупные карьеры южнее деревни Шулепниково заполнены водой, по берегам растут осока сытевидная, частуха подорожниковая, рогоз широколистный, череда поникшая, хвощ речной, ежеголовник всплывший, камыш лесной. Их окружают низинные луга с участками низинных рогозовых болот, сырые и заболоченные мелколесья, сероольшаники с хмелем крапивно-таволговые.
На лугах высокой поймы реки Лутосни на участке 3 развиты в основном разнотравно-безостокострецовые сообщества, часто с двукисточником, купырём лесным, бутенем Прескотта, ежой сборной, пыреем ползучим, геранью луговой, подмаренником мягким, местами — с крестовником приречным, в понижениях — с таволгой вязолистной, осокой острой, камышом лесным, вербейником обыкновенным и подмаренником приручейным. По сухим приподнятым участкам и склонам высокой поймы можно изредка встретить василёк шероховатый, лапчатку серебристую, здесь обычны горошек мышиный, люцерна хмелевая, пижма, овсяница луговая и мятлик узколистный.
На низкой пойме реки Лутосни и в её водах на участке растут: частуха подорожниковая, вероники поточная и ключевая, поручейница водяная, манник плавающий, подмаренник приручейный, двукисточник тростниковидный, лютик ядовитый, лютик Кауфмана, рдесты гребенчатый и пронзённолистный.
На небольшом участке 4 представлены еловые с участием ели и берёзы и осиново-берёзовые с елью лещиновые с ольхой серой, подростом черёмухи и рябины кислично-широкотравно-папоротниковые и хвощево-кислично-широкотравные с жимолостью и лещиной леса. Нередко встречаются двулепестник альпийский, звездчатка дубравная, щитовник картузианский, осока лесная.
Распространены лесокультуры ели кислично-папоротниковые и редкотравно-кисличные с малиной, мицелисом и чистотелом.
По долинам притоков Лутосни развиты сероольшаники с черёмухой крапивно-влажнотравные, узкие полосы пойменных лугов и залежные луга.
Низинные луга отличаются участием в травостое щучки дернистой, сивца полевого, лапчатки прямостоячей, ситников и осоки мохнатой. На этих лугах растут и кустарниковые ивы пепельные.
Редко встречаются осоково-хвощёвые болота с ивой пепельной.
На участке 5 преобладают еловые и елово-мелколиственные леса, пойменные сероольховые и елово-сероольховые леса с черёмухой, сырые пойменные луга со старичными заболоченными понижениями.
Еловые и мелколиственно-еловые субнеморальные леса приурочены к пологим привершинным и склоновым поверхностям междуречий. В древесном ярусе кроме елей обычны берёза и осина, в кустарниковом — лещина и жимолость лесная. Некоторые берёзы и осины в еловых лесах имеют диаметр стволов 45—50 см. Подрост обычно образован елью и рябиной. В травяном покрове сочетаются виды таёжных и широколиственных лесов: кислица, ожика волосистая, копытень европейский, зеленчук жёлтый, щитовники мужской и картузианский, осока пальчатая, живучка, звездчатка жестколистная, медуница неясная, голокучник Линнея, костяника. Редко встречается подлесник европейский (занесён в Красную книгу Московской области), осока лесная, черника, майник, грушанка малая, фегоптерис связывающий и щитовник распростёртый. Моховой покров развит слабо (не более 30 процентов) и образован нежными дубравными мхами, видами плагиомниума и эуринхиума.
Ольхово-еловые и елово-ольховые с рябиной и черёмухой крапивно-влажнотравные и папоротниково-влажнотравные леса развиты в долинах реки Кимерши и её притоков. В них также встречаются берёза, ива козья, осина, иногда — клён платановидный и вяз. Кустарники представлены смородиной чёрной и малиной. В травяном покрове участвуют крапива двудомная, таволга вязолистная, кочедыжник женский, щитовник мужской, колокольчик широколистный (редкий и уязвимый вид, не включённый в Красную книгу Московской области, но нуждающийся на её территории в регулярном контроле и наблюдении), сныть обыкновенная, гравилат городской, дрёма двудомная, яснотка крапчатая, будра плющевидная, недотрога обыкновенная, осока лесная, хвощи луговой или лесной.
На приподнятых поверхностях участка 6 распространены смешанные елово-широколиственные леса с дубом, вязом, клёном, липой, берёзой и осиной и их производные мелколиственные берёзово-осиновые с ивой козьей, подростом ели и широколиственных пород. Диаметр стволов старых деревьев достигает 40—50 см, у некоторых старых дубов диаметр ствола составляет 70—80 см. Во втором древесном ярусе обилен клён, кустарниковый густой ярус образуют лещина и жимолость лесная, есть волчеягодник обыкновенный. В травяном покрове участвуют типичные виды дубравного широкотравья, колокольчик широколистный, бор развесистый, щитовник мужской.
По склонам балок и оврагов также встречаются старовозрастные (диаметр стволов — 50—70 см) осиново-еловые и елово-широколиственные леса жимолостно-лещиновые кислично-широкотравно-папоротниковые с ольхой серой, подростом черёмухи и рябины, видами влажнотравья в нижних частях склонов и по днищам. Кроме сныти, копытня и звездчатки жёстколистной здесь растут коротконожка лесная, яснотка крапчатая, осока корневищная, чина весенняя, костяника, лютик кашубский, фиалка удивительная, борец высокий (северный), купена многоцветковая, обильны медуница неясная, хвощи луговой или лесной, зеленчук и пролесник. На почве господствуют мхи — атрихум и эуринхиум. На крутых склонах растут липы и старые клёны, а дубы чаще встречаются по бровкам. Кроме вышеперечисленных видов на крутых склонах оврагов в этих лесах встречаются пузырник ломкий и двулепестник альпийский. По днищам оврагов местами обилен страусник, таволга вязолистная, бодяк овощной и скерда болотная. К северу от деревни Титово в оврагах растут дубы с диаметром стволов до 100 см, ясени и клёны в первом древесном ярусе.
По долинам малых рек тянутся сероольшаники с черёмухой, малиной, крапивой, таволгой вязолистной, кочедыжником женским и страусником.
На зарастающих подростом ивы козьей, осины, ольхи серой и берёзы лугах доминируют ежа сборная, полевица тонкая, овсяницы луговая и красная, хвощ лесной, василёк луговой, манжетка, дудник лесной, герань болотная, и зверобой пятнистый, и буквица лекарственная.
На участке 7 сохранились естественные елово-широколиственные и елово-осиновые с дубом и клёном производные старовозрастные лещиновые кислично-широкотравные и папоротниково-широкотравные леса с подростом клёна и вяза, доминированием сныти и осоки волосистой. На некоторых участках этих лесов старые осины имеют диаметр стволов до 50—60 см. Везде обилен подрост клёна, местами он выходит во второй древесный ярус. Дубы встречаются единично в первом и втором ярусах. Кроме лещины обильна жимолость лесная, нередок волчеягодник обыкновенный. Здесь изредка встречаются подлесник европейский и шалфей клейкий (оба вида занесены в Красную книгу Московской области). Представлены все обычные виды дубравного широкотравья, а также подмаренник душистый (часто), борец высокий, осока лесная, костяника, колокольчик широколистный, хвощи луговой и лесной. Местами имеются небольшие участки повреждённых короедом-типографом ельников и лесокультуры ели редкотравные.
В долинах ручьёв распространены сероольшаники с черёмухой, осиной, елью, ивами пятитычинковой, козьей и пепельной, крапивой, таволгой, кочедыжником женским, бодяком овощным, камышом лесным, недотрогой обыкновенной, борцом высоким, мягковолосником, овсяницей гигантской. У воды растут двукисточник, частуха подорожниковая, манник плавающий.
На участке 8 распространены естественные старовозрастные смешанные леса с елью, дубом, клёном, вязом голым, липой, осиной и берёзой, леса и их производные елово-берёзовые и берёзово-осиновые с подростом ели и широколиственных пород. Местами в древостое лесов междуречных равнин участвует ясень высокий. Большинство деревьев первого яруса имеет диаметр стволов не менее 45 см, есть дубы и вязы 60—80 см в диаметре. Везде обилен подрост этих пород, особенно клёна. В подросте также участвует рябина, есть взрослые деревья высотой более 10 м. Кустарниковый ярус образован лещиной (диаметр стволиков старых лещин — до 12—13 см), жимолостью, бересклетом, калиной, встречается волчеягодник обыкновенный. В травостое господствуют типичные виды дубравного широкотравья, щитовник мужской и кислица. Отмечены также щитовники картузианский и распростёртый, голокучник Линнея, чистец лесной, колокольчик широколистный, адокса мускусная, воронец колосистый, часто встречается подмаренник душистый. Здесь изредка встречается редкий гриб — гериций, или ежевик коралловидный (занесён в Красную книгу Московской области), а также редкий вид растений — шалфей клейкий.
На пологих склонах междуречных равнин господство переходит к берёзово-еловым и елово-осиновым лесам с участием широколиственных пород в первом и втором древесном ярусах и подросте. Развит густой подлесок из лещины и жимолости. В травяном покрове обильны виды дубравного широкотравья и папоротники, нередко встречаются хвощи, звездчатка дубравная.
В еловых (трансформированные лесокультуры) и берёзово-еловых лесах, загущённых лесах виды широкотравья единичны, встречаются мицелис стенной, осока пальчатая, ожика волосистая, кислица, вороний глаз четырёхлистный, будра плющевидная, живучка ползучая, звездчатка дубравная, грушанка малая, седмичник европейский, майник двулистный, местами развит мёртвый покров. Самые старые лесокультуры ели с малиной и сорнотравьем повреждены короедом-типографом и практически лишены древостоя.
В понижениях встречаются заболоченные леса с ольхой серой, ивой козьей и подростом черёмухи влажнотравные, а также небольшие лесные болотца с кустарниковыми ивами, камышом лесным, таволгой, осокой пузырчатой, вербейником обыкновенным. На ветвях елей, растущих по окраинам заболоченных прогалин, встречаются редкие охраняемые лишайники — гипогимния трубчатая и лишайник рода уснея, занесённые в Красную книгу Московской области.
На крупных лесных полянах и прогалинах доминируют полевица тонкая, щучка дернистая, овсяница красная, дудник лесной, герань болотная, много василька фригийского, ежи сборной, горошка мышиного, зверобоя пятнистого, местами — таволги вязолистной. Есть пятна малины, крапивы, иван-чая, вейника наземного, по опушкам растёт ива пепельная. Изредка встречается горец змеиный и купальница европейская. На некоторых прикормочных полянах покров нарушен кабанами.
На широкой просеке вдоль линий электропередачи, идущей через северную часть участка 8, развит густой подрост мелколиственных и широколиственных деревьев, заросли малины, вейника наземного, крапивы, дудника лесного, папоротников, лугово-лесных и сорно-лесных видов.
По склонам балок и долины реки Субыч тянутся еловые и берёзово-еловые леса с дубом, вязом лещиновые и жимолостные кислично-широкотравно-папоротниковые и хвощево-широкотравно-папоротниковые с волчеягодником, подмаренником душистым, зеленчуком, будрой плющевидной, щитовниками мужским и картузианским, кочедыжником женским, голокучником Линнея, звездчаткой дубравной, бором развесистым, лютиком кашубским, медуницей неясной. В нижних частях склонов кроме этих видов обилен борец высокий, яснотка крапчатая, колокольчик широколистный, будра плющевидная, дрёма двудомная, щитовник распростёртый.
В пойме реки Субыч растут старые ели, ольха серая и черёмуха, есть заросли малины. В травяном ярусе обилен двукисточник, таволга, крапива и страусник, встречаются бодяк овощной, яснотка крапчатая, овсяница гигантская, лютик ползучий, колокольчик широколистный, пролесник и борец высокий. Здесь отмечено произрастание редкого злака, занесённого в Красную книгу Московской области, — цинны широколистной.
В водах реки и по каменистым мелководьям растут фонтиналис противопожарный, вероника ключевая, калужница болотная, манник плавающий.
На участке 9 представлены еловые субнеморальные леса, прибрежные сероольшаники с черёмухой, хмелем крапивно-таволговые, залежные луга, участки пойменных лугов, заболоченные старицы и низинные осоковые, камышовые, рогозовые болота.
На участке 10 в истоках реки Лутосни расположено низинное болото с зарастающими торфяными карьерами и осиново-берёзовые мелколесья с ежово-купыревыми лугами.

### Фауна
Животный мир особо охраняемого водного объекта отличается хорошей сохранностью и репрезентативностью для природных сообществ Клинско-Дмитровской гряды. Здесь зафиксировано обитание 107 видов позвоночных животных, относящихся к 25 отрядам пяти классов, в том числе 10 видов рыб, четыре вида амфибий, один вид рептилий, 72 вида птиц и 20 видов млекопитающих.
Ихтиофауна особо охраняемого водного объекта связана в своём распространении с протекающей по нему рекой Лутосней с её притоками, а также разнообразными прудами и копанями в её долине и в целом свойственна для соответствующих водных объектов центра Европейской России. В реке Лутосне наиболее типичными видами рыб являются: плотва, ёрш, гольян, верховка. Обычен в реке Лутосне в пределах особо охраняемого водного объекта голавль — является редким и уязвимым видом рыб Московской области. В небольших прудах и копанях территории отмечаются серебряный карась и ротан. Крайне малочисленны обитающие на этом участке русла реки Лутосни и некоторых её притоков обыкновенный подкаменщик и европейский хариус, занесённые в Красную книгу Российской Федерации и в Красную книгу Московской области. Также весьма редка обитающая здесь же европейская ручьевая минога, занесённая в Красную книгу Московской области.
Основу фаунистического комплекса наземных позвоночных животных составляют виды, характерные для хвойных и смешанных лесов Нечернозёмного центра России. Доминируют виды, экологически связанные с древесно-кустарниковой растительностью.
В границах особо охраняемого водного объекта выделяются четыре основных ассоциации фауны (зооформации): водно-болотных местообитаний; хвойных лесов; лиственных лесов; лугово-опушечных местообитаний.
Животный мир всех десяти участков особо охраняемого водного объекта, разделённых только местными автодорогами, является в целом единым и экологически неделимым. В этой связи далее даётся единое описание животного мира всех десяти участков особо охраняемого водного объекта. При этом важно отметить, что на самом маленьком участке № 10 фактически отсутствуют виды зооформации хвойных лесов, в то же время на участках 1, 3, 6, 9 и 10, через которые протекает река Лутосня, в наибольшей степени по сравнению с остальными участками представлены виды зооформации водно-болотных местообитаний. В остальном животное население всех участков особо охраняемого водного объекта очень близко по своему составу.
Пойма реки Лутосни, долины впадающих в неё ручьёв и малых речек, болота разных типов, пруды и копани служат местом обитания видов водно-болотной зооформации. Среди амфибий здесь довольно многочисленны прудовая, травяная и остромордая лягушки. Среди птиц в этих биотопах гнездятся кулик-черныш, кряква, болотная камышовка, камышевка-барсучок, речной сверчок, садовая славка, северная бормотушка, обыкновенный соловей. Песчаные береговые обрывы в долине реки Лутосни использует для устройства гнездовых колоний ласточка-береговушка.
В пойме реки Лутосни и на водоёмах постоянно кормятся серая цапля и сизая чайка. Эти же местообитания предпочитает чёрный коршун, занесённый в Красную книгу Московской области. В период пролёта на старичных озёрах и обводнённых карьерах в пойме Лутосни подолгу держатся чирки-свистунки и трескунки, а также кулики — фифи и большой улит (последний вид занесён в Красную книгу Московской области).
Среди млекопитающих в водно-болотных местообитаниях наиболее обычны: американская норка, речной бобр и водяная полёвка.
Лесная зооформация хвойных лесов привязана в своём распространении в границах особо охраняемого водного объекта к еловым, сосновым и хвойно-мелколиственным лесам разных типов. Основу населения хвойных лесов составляют: серая жаба, чиж, желтоголовый королёк, белобровик, рябчик, желна, обыкновенный снегирь, сойка, ворон, буроголовая гаичка, обыкновенная бурозубка, рыжая полёвка, белка. Именно в старых еловых лесах особо охраняемого водного объекта встречена кедровка — вид, занесённый в Красную книгу Московской области. Также в старом берёзово-еловом лесу с участием осины встречен белоспинный дятел — вид, занесённый в Красную книгу Московской области. Во влажных еловых лесах на склонах долины реки Лутосни выявлено обитание медведицы-госпожи — редкого вида бабочек, занесённого в Красную книгу Московской области.
На участках лиственных и смешанных лесов территории особо охраняемого водного объекта преобладают выходцы из европейских широколиственных лесов: зарянка, чёрный дрозд, рябинник, иволга, вяхирь, обыкновенная кукушка, славка-черноголовка, зелёная пересмешка, мухоловка-пеструшка, лесная мышь. Именно в старых широколиственных лесах территории встречены редкие виды беспозвоночных: слизень чёрно-синий и орденская лента малая красная, занесённые в Красную книгу Московской области.
Во всех типах лесов особо охраняемого водного объекта встречаются: зяблик, обыкновенный поползень, обыкновенная пищуха, большой пёстрый дятел, вальдшнеп, певчий дрозд, пеночка-весничка, пеночка-теньковка, большая синица, лазоревка, длиннохвостая синица, обыкновенный ёж, лесная куница и заяц-беляк.
По лесным опушкам и полянам территории особо охраняемого водного объекта охотятся ястреба: тетеревятник и перепелятник.
Зооформация лугово-опушечных местообитаний играет важную роль в поддержании биоразнообразия территории. В основном этот тип животного населения связан с сельскохозяйственными полями, лугами, лесными полянами, опушками и вырубками. Среди пресмыкающихся именно эти биотопы предпочитает живородящая ящерица. Характерными представителями фауны птиц данных местообитаний являются: канюк, пустельга, ушастая сова, коростель, лесной конёк, полевой жаворонок, обыкновенная овсянка, серая славка, сорока, луговой чекан, скворец, жулан, обыкновенная чечевица, черноголовый щегол, коноплянка. На лугах и полях территории особо охраняемого водного объекта кормятся три охраняемых вида хищных птиц, занесённых в Красную книгу Московской области: обыкновенный осоед, луговой и полевой луни. Среди млекопитающих в этих сообществах наиболее часто встречаются: обыкновенный крот и обыкновенная полёвка. Над лесными полями, лугами и водоёмами территории особо охраняемого водного объекта кормятся по ночам летучие мыши: лесной нетопырь и ночница Брандта.
Именно в этом типе местообитаний на пойменных и суходольных лугах долины реки Лутосни встречены редкие виды бабочек — зефир берёзовый и шашечница диамина, занесённые в Красную книгу Московской области.
Во всех типах естественных местообитаний особо охраняемого водного объекта встречаются: горностай, ласка, лось, кабан, волк, обыкновенная лисица.
К населённым пунктам, соседствующим с территорией особо охраняемого водного объекта, тяготеют: серая ворона, деревенская и городская ласточки, чёрный стриж, белая трясогузка и ряд перечисленных выше луговых видов.
На территории особо охраняемого водного объекта отмечено пребывание 20 редких и уязвимых видов животных, нуждающихся в особой охране и внимании в Московской области. Среди них два вида рыб (европейский хариус и обыкновенный подкаменщик), занесённых в Красную книгу Российской Федерации и в Красную книгу Московской области. Ещё 12 выявленных видов животных (слизень чёрно-синий, медведица-госпожа, зефир берёзовый, орденская лента малая красная, европейская ручьевая минога, большой улит, обыкновенный осоед, чёрный коршун, луговой и полевой луни, белоспинный дятел, кедровка) занесены в Красную книгу Московской области; кроме того, здесь встречены также иные редкие, требующие особого внимания виды животных (голавль, фифи, пустельга, северная бормотушка, лесной нетопырь и ночница Брандта).

## Объекты особой охраны особо охраняемого водного объекта
Охраняемые природные комплексы: долины реки Лутосни и её притоков — малых рек Субыч, Кимерша, Афанасовка.
Охраняемые экосистемы: елово-широколиственные лещиновые кислично-широкотравно-папоротниковые леса и их производные берёзово-осиновые с подростом ели и широколиственных пород; еловые субнеморальные леса лещиновые кислично-широкотравно-папоротниковые и их производные осиново-берёзовые с подростом ели; пойменные ольхово-еловые папоротниково-влажнотравные; сероольховые с черёмухой, ивами и хмелем и ивовые крапивно-таволговые и двукисточниковые; низинные осоковые, хвощёвые, влажнотравно-таволговые и камышовые болота; низинные, суходольные и пойменные, в том числе старичные луга.
Места произрастания и обитания охраняемых в Московской области, а также иных редких и уязвимых видов растений, грибов, лишайников и животных, зафиксированных в особо охраняемом водном объекте, перечисленных ниже.
Охраняемые в Московской области, а также иные редкие и уязвимые виды растений:
- виды, занесённые в Красную книгу Московской области: подлесник европейский, шалфей клейкий, цинна широколистная, многорядник Брауна, некера перистая;
- виды, являющиеся редкими и уязвимыми таксонами, не внесёнными в Красную книгу Московской области, но нуждающиеся на территории области в постоянном контроле и наблюдении: пальчатокоренник мясо-красный, любка двулистная, дремлик широколистный, волчеягодник обыкновенный, купальница европейская, колокольчик широколистный, колокольчик персиколистный, земляника мускусная.

Охраняемые в Московской области, а также иные редкие и уязвимые виды грибов (виды, занесённые в Красную книгу Московской области): гериций, или ежевик коралловидный, гиропор синеющий.
Охраняемые в Московской области, а также иные редкие и уязвимые виды и роды лишайников (виды и роды, занесённые в Красную книгу Московской области): гипогимния трубчатая, лишайник рода уснея.
Охраняемые в Московской области и иные редкие и уязвимые виды животных:
- виды, занесённые в Красные книги Российской Федерации и Московской области: европейский хариус, обыкновенный подкаменщик;
- виды, занесённые в Красную книгу Московской области: слизень чёрно-синий, медведица-госпожа, зефир берёзовый, шашечница диамина, орденская лента малая красная, европейская ручьевая минога, большой улит, обыкновенный осоед, чёрный коршун, луговой лунь, полевой лунь, белоспинный дятел, кедровка;
- виды, являющиеся редкими и уязвимыми таксонами, не внесёнными в Красную книгу Московской области, но нуждающиеся на территории Московской области в постоянном контроле и наблюдении: голавль, фифи, пустельга, северная бормотушка, лесной нетопырь, ночница Брандта.